# Lauri Merten
Lauri Merten Capano, född 6 juli 1960 i Waukesha i Wisconsin, är en amerikansk professionell golfspelare.
Merten studerade vid Arizona State University och hon hade en framgångsrik amatörkarriär. Hon blev medlem på den amerikanska LPGA-touren 1983 där hon vann tre tävlingar.
Hennes största framgång var segern i majortävlingen US Womens Open 1993. Hon vann sedan hon hade gjort birdie på det sista hålet och besegrat Helen Alfredsson som hade ledningen inför den sista rundan.

## Meriter

### Majorsegrar
- 1993 US Womens Open

### LPGA-segrar
- 1984 Jamie Farr Toledo Classic
- 1983 Rail Charity Golf Classic

### Övriga segrar
- 1978 Arizona State High School Championship, Arizona State Junior Match Play Championship
- 1980 Arizona Match Play, Western Collegiate Athletic Association
- 1981 Western Collegiate Athletic Association

| Majorsegrare genom tiderna                                                                                    |                  |              |                |               |
| 100 olika spelare har vunnit i damernas majortävlingar. Lauri Merten var den 69:e spelaren som vann en major. |                  |              |                |               |
| 1:a | 68:e             | 69:e         | 70:e           | 100:e         |
| Mrs. Lee Mida                                                                                                 | Helen Alfredsson | Lauri Merten | Brandie Burton | Paula Creamer |
| Lista över golfens majorsegrare                                                                               |                  |              |                |               |